# Acraea boseae
Acraea boseae är en fjärilsart som beskrevs av Saalmüller 1880. Acraea boseae ingår i släktet Acraea och familjen praktfjärilar. Inga underarter finns listade i Catalogue of Life.